# Iaroslav Belooussov
Pour les articles homonymes, voir Belooussov.
Iaroslav Guennadievitch Belooussov, né le 30 juillet 1991 à Mineralnye Vody, est un étudiant en sciences politiques et prisonnier d'opinion russe, impliqué dans l'affaire Bolotnaïa. Arrêté une première fois alors qu'il participe à la manifestation du 6 mai 2012 sur la place Bolotnaïa contre le président Vladimir Poutine, puis relâché, il est arrêté une seconde fois le 9 juin 2012 et est emprisonné pendant deux ans et trois mois en raison de sa présence à ce rassemblement.
L'organisation de défense des droits humains Memorial considère Belooussov comme un prisonnier politique ; Amnesty International le déclare prisonnier d'opinion et qualifie son procès en 2013-2014 de farce. Human Rights Watch estime que sa condamnation est une « erreur judiciaire ». Aux États-Unis, son maintien en détention est condamné à la fois par le département d'État et par la commission Tom Lantos des droits de l'homme de la Chambre des représentants.

## Biographie

### Jeunesse et éducation
Belousov naît le 30 juillet 1991 à Mineralnye Vody. À partir de mai 2012, il est étudiant en quatrième année à la Faculté de sciences politiques de l'université d'État de Moscou et membre de l'Union des citoyens russes, un mouvement politique abkhaze d'opposition. Un portrait de Belooussov réalisé par le journal Times of Oman en décembre 2012 le décrit comme ayant vécu « une vie pleine de promesses » jusqu'à son arrestation.

### Manifestation sur la place Bolotnaïa
Une manifestation de masse en opposition à Vladimir Poutine a lieu le 6 mai 2012 sur la place Bolotnaïa à Moscou. Les participants à la manifestation sont décrits par le New York Times comme une représentation des Russes de la classe moyenne opposés à la présidence de Poutine.
À l'époque de la manifestation, Belooussov et sa femme Tamara Belooussova étudient à l’université d’État de Moscou. Tous deux assistent à la manifestation sur la place Bolotnaïa. Belooussova déclare plus tard que son mari assistait au mouvement en partie du fait de ses recherches sur les méthodes d'organisation politique. Belooussov lui-même déclare plus tard qu'il s'est rendu sur la place Bolotnaïa pour collecter des données pour sa thèse universitaire. Selon son épouse, Belooussov s'est progressivement impliqué dans la promotion des affaires politiques.
Selon les autorités, 29 policiers et 55 manifestants sont victimes de blessures, pour la plupart mineures, au cours des affrontements qui éclatent lors de la manifestation. Les enquêteurs russes affirment que ces violences font partie d'un plan orchestré visant à déstabiliser le gouvernement. 400 personnes sont arrêtées, parmi lesquelles Belooussov, mais il est libéré le même jour,. Il nie avoir participé à des affrontements lors de la manifestation.

### Deuxième arrestation et inculpation
Le 9 juin 2012, Belooussov est à nouveau placé en détention, cette fois après avoir été arrêté à son domicile, dans l'appartement où il vit avec sa femme, leur fils et sa belle-mère,. Belooussov est inculpé en vertu du paragraphe 2 de l'article 212 (« Participation à des émeutes massives ») et du premier paragraphe de l'article 318 (« Recours à la violence ne mettant pas la vie ou la santé en danger contre un représentant des autorités ») du Code pénal de la fédération de Russie.
Belooussov est emprisonné dans l'attente de son procès devant le tribunal Zamoskvoretski de Moscou. Jusqu'en décembre 2012, il n'est autorisé à voir sa femme que deux fois, dans la salle des visiteurs du centre de détention provoisoire no 5, à proximité de Moscou,. Un observateur de sa détention avant le procès critique les moyens déployés par le gouvernement pour emprisonner Belooussov alors qu'il a apporté la preuve de sa coopération. Le site d'actualités Gazeta fait état le 4 juillet 2012 de la prolongation de l'incarcération de Belooussov et de trois autres manifestants, Maxim Loussianine, Andreï Barabanov et Fedor Backhov, par le tribunal de Basmanny. Par la suite, elle est à nouveau prolongée jusqu'au 6 mars 2013, puis prolongée de six mois en juin 2013.

### Soutien international à Belooussov
En juin 2012, le médiateur russe des droits de l'homme déclare que les accusations de participation aux émeutes massives à l'encontre de Belooussov et d'autres personnes présentes ce jour-là sont disproportionnées. En décembre 2013, « un groupe international d'experts sur la liberté de réunion publie un rapport qui conclut que même si des épisodes de violence individuels ont eu lieu » sur la place Bolotnaïa, ils ne constituent pas une « émeute de masse ». Cette commission qualifie également d'injustifiées les accusations criminelles portées notamment contre Belooussov et affirme que les violences du 6 mai sont le résultat de la réponse du gouvernement.
La conclusion de Human Rights Watch (HRW) est pratiquement la même, la responsable de l'organisation, Tanya Lokchina, déclarant : « Les faits sur le terrain ne justifiaient tout simplement pas les accusations d’émeutes massives contre les manifestants, encore moins leur condamnation. ». Au cours de la détention provisoire de Belooussov, HRW appelle la Russie à libérer les manifestants et déclare que les actions des autorités violent la Convention européenne des droits de l'homme, dont la Russie est signataire.
Amnesty International désigne Belooussov comme un prisonnier d'opinion. L'International Freedom of Expression Exchange (IFEX) déclare qu'il n'existe « aucune preuve vidéo » reliant Belooussov à un quelconque acte de violence. Le Committee of Concerned Scientists (en) écrit une lettre à Vladimir Poutine dans laquelle il soutient Belooussov, et le Centre commémoratif des droits de l'homme de Russie qualifie Belousov de prisonnier politique. Pour l'organisation Memorial, Belooussov et les autres accusés sont des « prisonniers politiques ».

### Procès
Le procès contre Belooussov et ses coaccusés débute le 6 juin 2013. L'âge de Belooussov et des autres accusés de cette affaire, tous des hommes, varie entre 19 et 51 ans, selon le New York Times, même si la plupart ont une vingtaine d'années. Ils viennent d’horizons divers, certains étant étudiants et d'autres journalistes.
Selon les autorités, Belooussov a lancé « des pierres et des morceaux d'asphalte », franchi un cordon de police et attaqué des policiers. Des preuves vidéo, étayées par des témoignages, indiquent que Belooussov n'a jeté qu'un fruit. Dans une vidéo de quatre secondes, selon le magazine Forbes, on le voit « se pencher pour ramasser un objet, qu'il lance ensuite sans but […] en direction de la police anti-émeute. Il n’y a pas de vidéo ni d’image fixe de l’objet frappant quelqu’un […] Des vidéos prises sous un autre angle (et publiées sur le Web) montrent clairement Beloussov jetant les restes de la mandarine ou du citron écrasé qu’il s’est penché pour récupérer ». Alors que la défense déclare que l'objet en question est un citron et que le policier qui prétend avoir été blessé par le projectile a en réalité quitté les lieux avant que celui-ci ne soit lancé, les procureurs soutiennent que l'objet en question est une boule de billard. La thèse du jet de citron est défendue par Amnesty International, en se fondant sur les photographies et les autres éléments disponibles.
Belooussov est représenté par l'avocat Dmitry Agranovski, qui assure également la défense d'un autre accusé dans le même procès, Vladimir Akimenkov. Le 9 juin 2013, le New York Times fait état du point de vue d'Agranovski selon lequel « la longue détention provisoire de la plupart des accusés est la preuve de la nature politique des accusations », et cite ses propos selon lesquels il est inhabituel que le gouvernement ait détenu les suspects pendant un an sans caution, bien qu'aucun d'entre eux n'ait de casier judiciaire.
Agranovski déclare en outre au journal que les accusations portées contre Belooussov sont entièrement basées sur le témoignage d'un officier qui affirme avoir été frappé à la poitrine par un « objet jaune ». Agranovski exprime ses doutes quant au fait que le policier ait été gravement blessé, expliquant que « la poitrine d'un policier anti-émeute est protégée par une protection sérieuse, une sorte de gilet en Kevlar, qui peut résister au moins aux couteaux, et peut-être à des choses plus fortes ». Agranovski fait aussi part de son pessimisme quant à l'issue du procès, affirmant que son plus grand succès pourrait être une réduction de peine.
Le New York Times rapporte également dans son article du 9 juin que les poursuites contre Belooussov et les autres manifestants de la place Bolotnaïa, ainsi que d’autres affaires visant des dirigeants de l’opposition, ont réussi à réprimer le mouvement de protestation anti-Poutine par la peur. Les critiques affirment que la répression du gouvernement contre des manifestants ordinaires plutôt que contre les responsables d'opposition témoigne de son intention d'intimider. Le procès contre Belooussov et d’autres manifestants se distingue des autres affaires judiciaires visant des membres de l’opposition, selon le journal, par le fait « qu’aucun des accusés n’était un leader de l’opposition de premier plan au moment de son arrestation ».
En janvier 2014, le tribunal Zamoskvoretski de Moscou rejette l'amnistie de Belooussov et d'Alexandra Doukhanina, une autre accusée dans l'affaire. Le procureur du procès requiert une peine de 5 ans de prison contre Belooussov. Dans sa prise de parole finale, Belooussov déclare ne pas plaider coupable, disant n'avoir « été impliqué dans aucun acte répréhensible ».

### Verdict et annonce de la peine
Le 21 février 2014, Belooussov et sept autres accusés sont reconnus coupables de « recours à la force contre des représentants de l'autorité ». Le jour où le verdict de leur culpabilité est rendu, Amnesty International publie une déclaration qualifiant le procès de Belooussov et de ses sept coaccusés de « procès-spectacle ». John Dalhuisen, représentant d'Amnesty International, déclare : « Ce qui s'est passé sur la place Bolotnaïa le 6 mai 2012 n'était pas la répression d'une émeute, mais l'écrasement d'une manifestation. Le procès de Bolotnaïa n’a pas révélé une violence orchestrée, mais plutôt un système de justice pénale entièrement malléable aux diktats de ses maîtres politiques. ». Amnesty International appelle à la libération immédiate des manifestants de la place Bolotnaïa qu’elle qualifie de prisonniers d’opinion. Human Rights Watch décrit les verdicts de culpabilité prononcés contre Belooussov et les sept autres accusés comme « une erreur judiciaire ». L'annonce des peines est elle reportée de quelques jours. Selon un journaliste de Forbes, elle aurait été « opportunément retardée […] jusqu'après la […] cérémonie de clôture » des Jeux olympiques de Sotchi.
Le 24 février 2014, Belooussov est condamné à 2 ans et 6 mois de prison. Le juge justifie la peine, inférieure à celle requise par le procureur, par le fait que Iaroslav Belooussov n'a jamais commis de crime auparavant. Le juge soutient toutefois que les témoignages de la défense n'ont « pas réfuté le débordement des événements en émeutes de masse et n'ont pas réfuté la preuve de la participation des accusés aux émeutes ». À l’extérieur du tribunal Zamoskvoretski, environ mille manifestants sont rassemblés pour soutenir les accusés et brandissent une banderole sur laquelle est écrit : « Vous ne pouvez pas emprisonner tout le monde ». Alors que le juge prononce les condamnations de Belooussov et de ses coaccusés, selon une source, « des cris « Honte ! » » se font entendre dans le tribunal. Lors du prononcé de la peine, environ 200 personnes sont arrêtées par la police à l'extérieur du tribunal, puis relâchées. D'autres militants, comme deux membres précédemment incarcérées du groupe punk Pussy Riot (Nadejda Tolokonnikova et Maria Alekhina), ainsi qu'Alexeï Navalny, sont également présents sur place, ; Navalny fait partie des personnes arrêtées. Agranovski déclare à un journaliste que la sévère sanction infligée à son client est, selon lui, « en partie une réaction du Kremlin aux bouleversements en Ukraine voisine ». L'Humanité note le décalage entre l'image d'« une Russie ouverte et modernisée » que souhaite donner Vladimir Poutine à travers les Jeux olympiques et ces lourdes condamnations qui interviennent peu après leur clôture.
Dans un communiqué du 25 février 2014, le département d'État des États-Unis condamne la sentence prononcée à l'encontre de Belooussov et des autres manifestants. Les représentants américains affirment qu'ils ont été illégalement détenus pendant plus d'un an sur la base d'accusations à caractère politique, qualifiant cela de « nouvel exemple de punition infligée aux Russes pour avoir exercé leurs libertés d'expression et de réunion garanties par la Constitution ». Le 27 février 2014, les coprésidents de la Commission Tom Lantos des droits de l'homme (caucus de la Chambre des représentants des États-Unis), Jim McGovern (démocrate, du Massachusetts) et Frank Wolf (républicain, de Virginie), expriment « de graves inquiétudes face à la détention de manifestants pacifiques », descendus dans la rue « pour protester contre les condamnations prononcées dans le cas de huit participants aux manifestations de la place Bolotnaïa », dont Belooussov. La Commission Lantos décrit les procès comme ayant été « marqués par le manque de procédure régulière » et comme « ayant des motifs politiques ». Ils exhortent le gouvernement russe « à remédier à ces récents cas d’injustice flagrante ».
En juin 2014, Belooussov fait appel de sa condamnation, qui est réduite de trois mois et passe à deux ans et trois mois.

### Suites judiciaires et libération
En 2016, Iaroslav Belooussov attaque la Russie devant la Cour européenne des droits de l'homme, se plaignant d'un traitement dégradant lors des audiences. Celle-ci juge en effet que la présentation de plusieurs accusés dans un box vitré ou à barreaux de petite taille lors du procès constitue un traitement dégradant, mais ne répond pas favorablement à sa requête concernant les box uniques,. Il est dédommagé à hauteur de 12 500 euros mais la Russie rejette son appel, malgré la décision de la CEDH. Le pays est autorisé depuis 2015 à déroger à une décision de cette juridiction si elle entre en conflit avec sa Constitution. L'avocat de Belooussov annonce vouloir porter l'affaire devant le Conseil de l'Europe.
Début octobre 2017, Belooussov est libéré de prison après avoir passé deux ans et trois mois en détention.

## Vie privée
Belooussov et sa femme, Tamara Belooussova, se marient en 2010. Elle a 21 ans en juin 2013 et est à cette époque étudiante en sciences politiques, comme Belooussov. Elle et son mari sont les parents d'un fils, Andreï, âgé de quatre ans en juin 2015. Selon son épouse, Belooussov est « un érudit intéressé par les sciences politiques ». Le décrivant comme « un homme de livres », elle déclare au New York Times en juin 2013 que « cela le sauve maintenant qu'il est en prison […]. J'ai demandé lui comment il a célébré le nouvel an ; il a répondu qu'il avait fini de lire cinq volumes de l'histoire du Moyen Âge ».